# Johannes van Dissel
Johannes van Dissel (Egmond aan den Hoef, Egmond Binnen, 1 juli 1855 – Hoorn, 27 oktober 1910) was een Nederlands organist.
Hij, soms aangeduid als Jan van Dissel maar meestentijds als J. van Dissel, werd geboren binnen het gezin van Albertus van Dissel (leraar middelbaar onderwijs) en Guurtje Nat. Hijzelf bleef ongetrouwd. Hij overleed aan hartfalen en werd te Hoorn begraven.
Hij kreeg zijn muzieklessen van zijn vader maar was verder autodidact. Hij werd organist en muziekmeester in Winterswijk, Brummen (de hele familie woonde daar) en Hoorn. In die laatste stad was hij dirigent, directeur van de stedelijke muziekschool en harmonieorkest, gaf muzieklessen aan de rijksnormaalschool en was organist van de Grote kerk. Daarnaast trad hij in het gehele land op als pianist en organist. Er zijn optredens bekend van Zutphen tot Edam en Zaltbommel tot Alkmaar. Hij wijdde ook weleens orgels in, zoals het orgel van de Remigiuskerk te Hengelo (1895).
Hij was ook enige tijd tweede voorzitter van de Nederlandse Organisten Vereniging.
Tussendoor schreef hij ook nog enkele stukken:
- Der Wassermann (gemengd koor, solisten en strijkorkest)
- Stemmen uit den winter (idem)
- Kroningscantate (idem)
- Huwelijkscantate (idem)
- Intermezzo en Albumblad voor orkest
- Prins Lijsterbaard (kinderoperette)
- Der Heilige Tag (dameskoor met kamerorkest)

Bekendst, maar inmiddels geheel vergeten, werd de Rembrandtcantate, uitgevoerd tijdens de Rembrandtweken in Hoorn in 1906. Van Dissel gaf toen leiding aan 400 man/vrouw die de tekst van Jolanda Wijnanda Kerkmeijer-Bakker zongen